# Młodzieżowe Drużynowe Mistrzostwa Polski na Żużlu 2005
Młodzieżowe Drużynowe Mistrzostwa Polski 2005 – zawody żużlowe, mające na celu wyłonienie medalistów młodzieżowych drużynowych mistrzostw Polski w sezonie 2005. Rozegrano eliminacje oraz finał.

## Finał
- Rzeszów, 22 września 2005
- Sędzia: Henryk Kowalski

| Msc |                                                                         | Drużyna / Zawodnik                        | Biegi                            | Punkty |
| --- | ----------------------------------------------------------------------- | ----------------------------------------- | -------------------------------- | ------ |
| 1   |                                                                         | Apator Adriana Toruń                      | Apator Adriana Toruń             | 24     |
| 1   | Adrian Miedziński Damian Stachowiak Marcin Jaguś rez. Karol Ząbik       | (1,3,2,3) (2) (2,0,3) (2,3,2,1) {{{19}}}  | 9 2 5 8                          |        |
| 2   |                                                                         | Unia Tarnów                               | Unia Tarnów                      | 23     |
| 2   | Maciej Ciesielski Kamil Zieliński Marcin Rempała rez. Janusz Kołodziej  | (1) (t,0,0) (3,3,3,3) (3,3,2,2) {{{19}}}  | 1 0 12 10                        |        |
| 3   |                                                                         | ZKŻ Kronopol Zielona Góra                 | ZKŻ Kronopol Zielona Góra        | 22     |
| 3   | Grzegorz Zengota Marcin Nowaczyk Zbigniew Suchecki rez. Adam Kulczyński | (3,1,2,1) (2,1,1,0) (3,2,3,3) ns {{{19}}} | 7 4 11                           |        |
| 4   |                                                                         | Budlex Polonia Bydgoszcz                  | Budlex Polonia Bydgoszcz         | 20     |
| 4   | Krystian Klecha Krzysztof Buczkowski Marcin Jędrzejewski                | (3,2,3,2) (1,1,2,3) (d,2,0,1) {{{19}}}    | 10 7 3                           |        |
| 5   |                                                                         | Marma Polskie Folie Rzeszów               | Marma Polskie Folie Rzeszów      | 17     |
| 5   | Dawid Stachyra Marcin Leś Krzysztof Szyszka rez. Paweł Miesiąc          | (2,2,3,3) (1,1,2) (0) (d,3,0,d) {{{19}}}  | 10 4 0 3                         |        |
| 6   |                                                                         | Mars RTV AGD Gorzów Wielkopolski          | Mars RTV AGD Gorzów Wielkopolski | 11     |
| 6   | Kamil Brzozowski Adrian Szewczykowski Marcin Kozdraś                    | (1,d,1,2) (0,2,1,0) (1,1,2,0) {{{19}}}    | 4 3 4                            |        |
| 7   |                                                                         | Kolejarz Rawicz                           | Kolejarz Rawicz                  | 9      |
| 7   | Marcin Bzdęga Krzysztof Nowacki Marcin Kędziora                         | (d,2,1,0) (1,1,3,w) (d,0,0,1) {{{19}}}    | 3 5 1                            |        |